# 대한민국 헌법 부칙 제5조
대한민국 헌법 부칙 제5조는 대한민국 헌법 부칙의 조항이다.

## 본문
이 헌법시행 당시의 법령과 조약은 이 헌법에 위배되지 아니하는 한 그 효력을 지속한다.